# Jindai moji
Jindai moji ou kamiyo moji, « écriture de l’ère des dieux », désigne une écriture censée avoir été créée au Japon à l’« ère des dieux » , c’est-à-dire avant la création de l’humanité, par Izanagi et Izanami ou Amaterasu. L’existence d’un système d’écriture préexistant à l’introduction des caractères chinois n’est corroborée ni par l’archéologie ni par les témoignages des premiers Chinois ayant visité le Japon. Apparue dès le XIIIe siècle, la théorie des jindai moji a surtout servi à renforcer l’estime de soi et le sentiment identitaire, ainsi que secondairement à donner du prestige aux temples shinto qui prétendaient être détenteurs des traces restantes de cette écriture. Les jindai moji ont été mis en avant par les nationalistes des années 1930 comme argument de la supériorité japonaise. Bien que leur existence ne soit plus acceptée par les chercheurs reconnus au XXIe siècle, elle garde son pouvoir d’attraction et ses partisans.

## Histoire du concept

### Origine lors de l'époque de Kamakura
L’introduction de l’écriture depuis la Chine est mentionnée dans les plus anciens ouvrages du Japon, le Kojiki et le Nihon shoki, l’absence d’écriture antérieure est aussi évoquée dans l’introduction du Kogo shūi. Ces faits ont été généralement admis très tôt, mais au milieu de l’époque de Kamakura, Urabe Kanekata (卜部兼方), héritier d’une longue lignée de scribes et devins, émet dans le Shaku nihongi l’opinion que, puisque le couple primordial Izanami et Izanagi pratiquaient la scapulomancie, ils devaient avoir inventé une écriture pour en noter les résultats, qu’il appelle waji (日字), en contraste avec les kanjis. Il propose de voir dans l’iroha uta qui servait de syllabaire pour les kanas une réinterprétation de cette écriture supposée, niant ainsi que les kanas dérivent de l’écriture chinoise. Il soumet aussi comme exemple de waji un texte indéchiffrable détenu dans le palais, dont l’écriture (hijin no ji ou hijin no fumi, 肥人之字) aurait plutôt ressemblé à celle du sanscrit. D’autres feront écho. Ainsi, Inbe no Masamichi (忌部正通) considère que l'écriture des dieux avait existé et qu'elle était composée d’idéogrammes ; le prince Shōtoku l’aurait remplacée par les kanjis.
Yoshida Kanetomo, fondateur de l’école shinto qui deviendra dominante, adopte l’idée et propose pour sa part que si les kanas sont bien tirés de l’écriture chinoise, ils retranscrivent en fait les 50 sons de l’écriture ancienne d’origine divine. Son école se prétend la seule dépositaire du système depuis son remplacement par les kanjis.

### Diversification de la théorie de l'époque d'Edo
À l’époque d'Edo, la théorie connait d’autres variantes encore : Atobe Yoshiakira 跡部 良顯 (1658-1729), de l’école shinto Kikke (橘家), pense voir les jindai moji dans une représentation des 12 signes ; son école transmettra cette tradition d’un système de 12 signes. Les temples d’Izumo et d’Atsuta prétendent aussi détenir des exemplaires de jindai moji sur lamelles de bambou.
Un texte syncrétiste shinto-bouddhiste-confucianiste, Sendai kuji hongi daiseikyō (先代舊事本義大成經), prétend qu’Amaterasu aurait transmis 47 sons à Ōkuninushi. Plus tard, le moine Tainin (諦忍) de l’école Taiseikyo pro-syncrétiste les retranscrira dans le Shinkoku shinji benron (神国神字弁論, Opinions sur l’écriture divine du pays des dieux) d’après un texte secret qu’il prétend avoir vu. Il appelle cette écriture hifumi.
Néanmoins, la majorité des érudits réfute l’existence d’une telle écriture, ainsi Yoshimi Yoshikazu (吉見幸和, 1673-1761), Dazai Shundai (太宰春台), Ise Sadatake (伊勢貞丈, 1717-1784) et Motoori Norinaga. Ce dernier n’en croit pas moins à la supériorité de la civilisation japonaise, mais nie que l’écriture soit un avantage pour la transmission de l’information. Il estime que la vérité ne peut s’exprimer que dans le langage des kamis et que toute autre langue, surtout écrite, la déforme. Pour lui, les anciens Japonais n’avaient pas besoin de l’écriture car ils étaient encore proches du langage des dieux.
Le partisan le plus notable des jindai moji à l’ère Bunka est Hirata Atsutane, qui rassemble une cinquantaine de prétendus exemplaires d’écriture divine, en rejette certains, dont les 12 signes, et retient deux formes qui lui paraissent authentiques car concordantes, bien que provenant de deux sources différentes (Hijin no sho et Satsujin no sho). Il publie ses conclusions en 1819 dans Kanna hifumi den. Les sceptiques, qui restent majoritaires, considèrent qu'il s'agit tout simplement d'adaptations du hangul, mais l’ouvrage d’Atsutane fait autorité chez les partisans des jindai moji. L’insistance d’Atsutane quant à l’existence de cette écriture d'origine divine est partie prenante de sa vision du shinto, qui s’oppose à l’interprétation néoconfucéenne des sinophiles. La croyance aux jindai moji devient une caractéristique distinguant les nativistes à tendance religieuse des autres.
Tsurumine Shigenobu (鶴峯戊申), pour sa part, s’intéresse à un exemplaire de jindai moji contenu dans l’encyclopédie Seikei zusetsu compilée à Satsuma et propose que toutes les écritures du monde en dérivent. Des exemplaires de textes en jindai moji commencent à être découverts à divers endroits, comme le Uetsufumi produit par le chef d’un petit village qui prétendait le détenir par héritage.

### Analyses modernes
À la fin du XIXe siècle, Tanaka Yoritsune (1836-1897), grand-prêtre d’Ise, et Ochiai Naobumi marchent dans les pas d’Atsutane et pensent que les kanas sont dérivés de l’écriture ancienne. Ookuni Takamasa (大国隆生, 1791-1871) estime que les hexagrammes du Yijing sont des jindai moji. On trouve même des Chinois pour accepter de voir dans l’hifumi la forme première des caractères chinois.
Au XXe siècle, l’intérêt pour le koshintō se combine souvent avec la croyance à l’existence de l’écriture divine, même après la publication en 1953 par Yamada Yoshio d’un ouvrage considéré comme décisif pour la réfutation des jindai moji, Iwayuru jindai moji no ron (Discussion sur les soi-disant jindai moji).